# Фелікс Дюжарден
Фелікс Дюжарден (фр. Félix Dujardin; 5 квітня 1801, Тур, Французький консулат — 8 травня 1860, Ренн, Друга французька імперія) — французький біолог. Він прославився дослідженнями найпростіших, групу яких він вперше визначив під час дослідів інфузорій. Провів ряд досліджень гельмінтів, зокрема свинячого ціп'яка.

## Біографія
Став бакалавром мистецтв в Орлеані, бакалавром математичних наук у Парижі, потім отримав ліцензію з фізичних наук. Але надалі стало зрозумілим, що подальшу кар'єру він може зробити лише в Парижі, куди 15 червня 1834 року він виїхав.
У 1839 році обійняв посаду завідувача кафедри геології та мінералогії в Тулузькому університеті, а наступного року — кафедру ботаніки та зоології в Університеті Ренна.
Він вивчав окрім інфузорій також форамініфери, яких вперше визначив як одноклітинні організми. У центрі цих організмів він спостеріг речовину, яка згодом отримає назву протоплазма. У 1835 році він спростував теорію, яка стверджувала, що мікроорганізми мають ті самі органи, що і багатоклітинні тварини.
Він також вивчав книдарій, голкошкірих і гельмінтів. Його дослідження з цих питань лягли в основу паразитології. Є відомим завдяки ідентифікації та першому опису в 1850 році тіл грибів (corpora pedunculata) у мозку перетинчастокрилих (бджілка, джміль, сфікса, мураха тощо) та мух Drosophila melanogaster. Він вперше заявив, що мозок є осередком інтелекту. Пізніше це виявилося майже точним, оскільки ці структури нині розглядаються як місце пам'яті та багатьох інших видів поведінки у безхребетних.

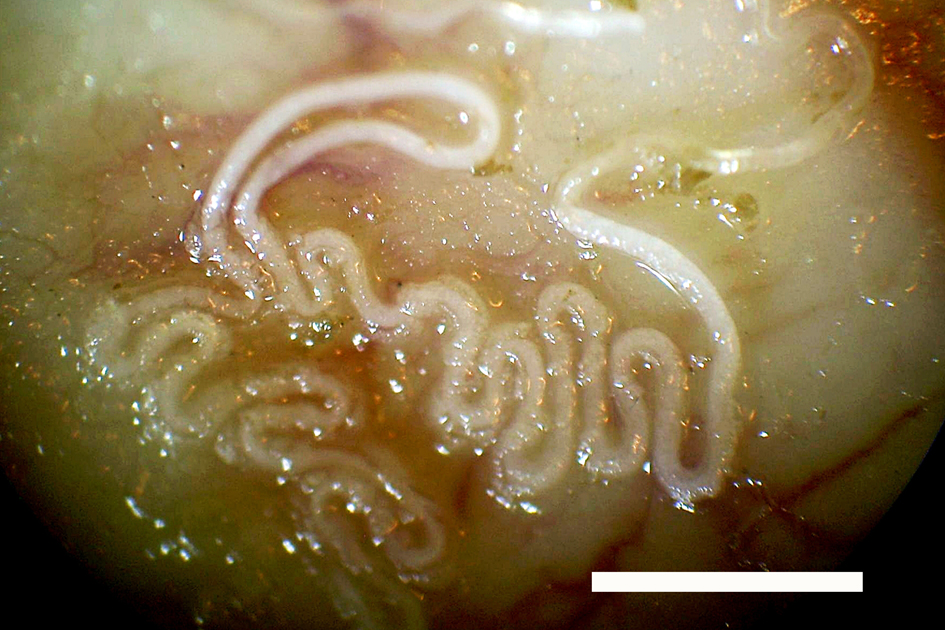
Нематода Eucoleus aerophilus, яку вивчав Дюжарден

Він був обраний членом-кореспондентом Французької Академії наук у 1859 році. Нагороджений орденом Почесного легіону.

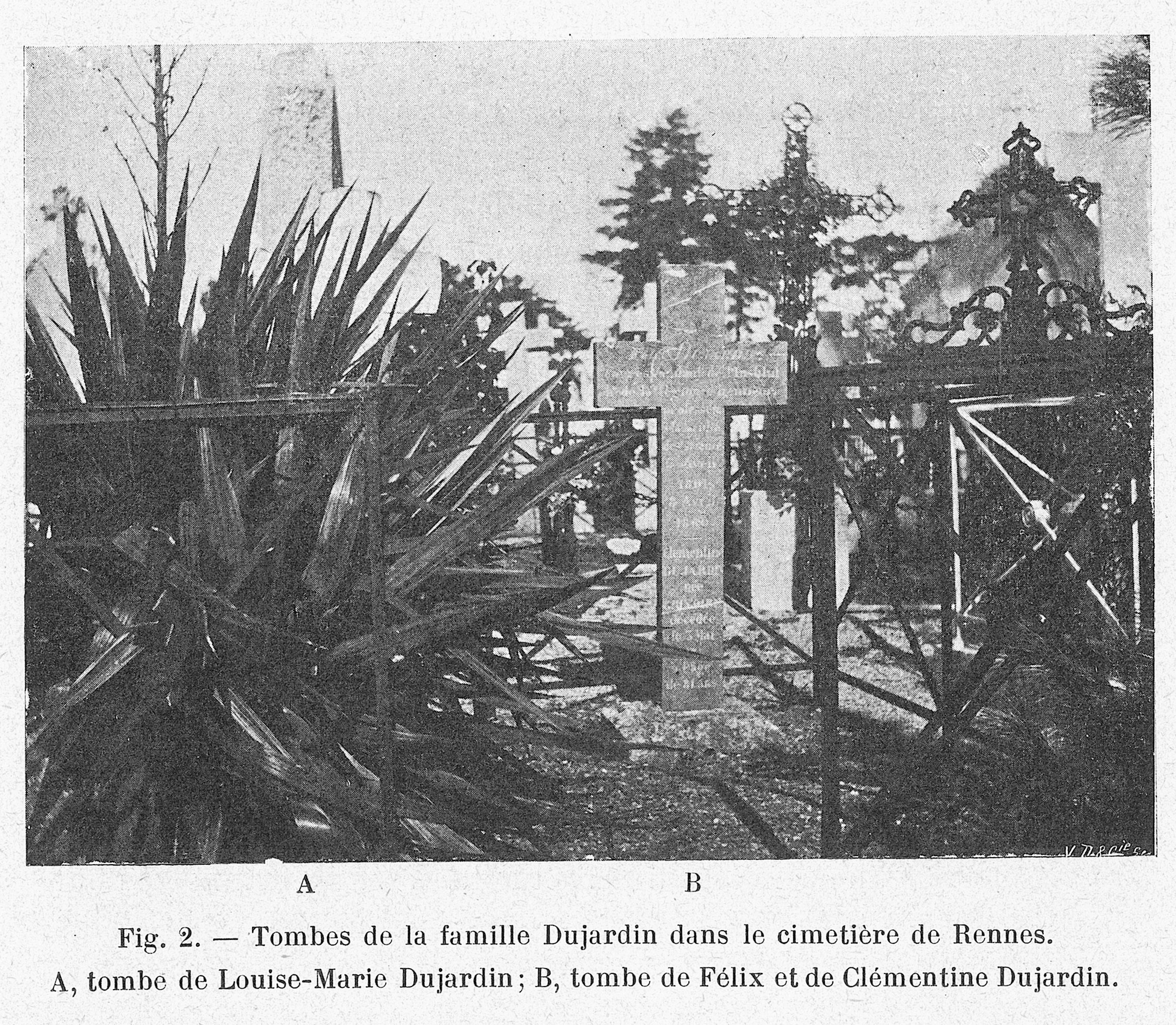
Могила Дюжардена

## Основні твори
- 1833. Flore complète d'Indre et Loire. Société d'agriculture, sciences, arts et belles-lettres du département d'Indre-et-Loire, Tours. / Повна флора Ендру та Луари
- 1837. Mémoire sur les couches du sol en Touraine et descriptions des coquilles de la craie des faluns / Шари ґрунту в Турені та описи крейдяних черепашок фалунів
- 1841. Histoire naturelle des zoophytes. Infusoires, comprenant la physiologie et la classification de ces animaux, et la manière de les étudier à l'aide du microscope / Природна історія зоофітів. Інфузорії, розуміння фізіології та класифікації цих тварин і способи їх вивчення за допомогою мікроскопа
- 1842. Nouveau manuel de l'observateur au microscope / Новий посібник дослідника з мікроскопом
- 1845. Histoire naturelle des helminthes ou vers intestinaux / Природна історія гельмінтів або кишкових глистів
- 1835-1845. Histoire naturelle des animaux sans vertèbres : présentant les caractères généraux et particuliers de ces animaux, leur distribution, leurs classes, leurs familles, leurs genres, et la citation des principales espèces qu s'y rapportent : précédée d'une introduction offrant la détermination des caractères essentiels de l'animal, sa distinction du végétal et des autres corps naturels, enfin, l'exposition des principes fondamentaux de la zoologie. Paris ; Londres : J.B. Baillière/ Природна історія тварин без хребта: представлення загальних та окремих характерів цих тварин, їх розподілу, їх класів, їх сімей, їх родів та цитування основних видів, що відносяться до них: передує вступ, що пропонує визначення основні характеристики тварини, її відмінність від рослин та інших природних тіл, нарешті, виклад основних принципів зоології
- 1850. Mémoire sur le système nerveux des Insectes, Ann Sci Nat Zool, 14 (1850), p. 95-206 / Записки про нервову систему комах
- 1850. Notice sur les travaux scientifiques de M. Félix Dujardin. Paris, impr. Martinet, 1850. Cote : 110133 vol. XXIII n° 25. / Повідомлення про наукову роботу Фелікса Дюардена
- 1862. Histoire naturelle des zoophytes échinodermes : comprenant la description des crinoïdes, des ophiurides, des astérides, des échinides et des holothurides. Paris : Librairie encyclopédique de Roret, / Природна історія зоофітів голкошкірих: включаючи опис криноїдів, офіуридів, астеридів, ехіноїдів та голотуридів.
- 1862. Histoire naturelle des Zoophytes Echinodermes. Paris. / Природна історія зоофітів Голкошкірих